# Zespół ICF
Zespół ICF (zespół niedobór odporności-niestabilność regionu centromerowego-nieprawidłowości twarzy, ang. immunodeficiency, centromeric region instability, facial anomalies syndrome, ICF) – rzadki zespół uwarunkowany genetycznie, o dziedziczeniu autosomalnym recesywnym, charakteryzujący się pierwotnym niedoborem odporności mimo obecnych limfocytów B, charakterystycznymi rearanżacjami w regionie centromerów chromosomów 1, 16 i niekiedy 9 (obecność heterochromatyny jukstacentromerycznej), łagodną dysmorfią twarzy, opóźnieniem wzrostu, niechęcią do ssania w okresie niemowlęcym i opóźnieniem psychoruchowym. Poziomy IgG, IgA, IgM i IgE w osoczu są niskie. Do rozpoznania prowadzą nawracające infekcje w okresie niemowlęcym. U większości pacjentów choroba wywołana jest przez mutacje genu DNMT3B. Do dziś opisano około 50 przypadków zespołu.